# Hút mật cánh vàng
Hút mật cánh vàng (danh pháp khoa học Drepanorhynchus reichenowi) là một loài chim trong họ Hút mật. Có ba phân loài được công nhận. Loài này được tìm thấy ở Cộng hòa Dân chủ Congo, Kenya, Tanzania, và Uganda.

## Mô tả
Con trống dài khoảng 23 cm còn con mái dài khoảng 15 cm, con trống có lông đuôi giữa dài. Lông rìa vàng ở cánh và đuôi là đặc điểm chính để phân biệt con trống và con mái. Bộ lông của con trống trong thời kỳ sinh sản có màu đồng đỏ kim loại dễ thấy, chủ yếu là thay thế bằng lông màu đen xỉn trong mùa không sinh sản. Các phần dưới của chim trống có màu nâu đen. Con mái có màu ô liu ở trên và màu vàng ở dưới. Chim chưa trưởng thành tương tự như con mái, ngoại trừ phần dưới của chúng là tối hơn
.